# ناما اندروا
ناما اندروا (انگلیسی: Numa Andoire؛ ۱۹ مارس ۱۹۰۸ – ۲ ژانویهٔ ۱۹۹۴) یک بازیکن فوتبال، و سرمربی (فوتبال) اهل فرانسه بود.
وی همچنین در تیم ملی فوتبال فرانسه بازی کرده‌است.